# 福岡市博物館

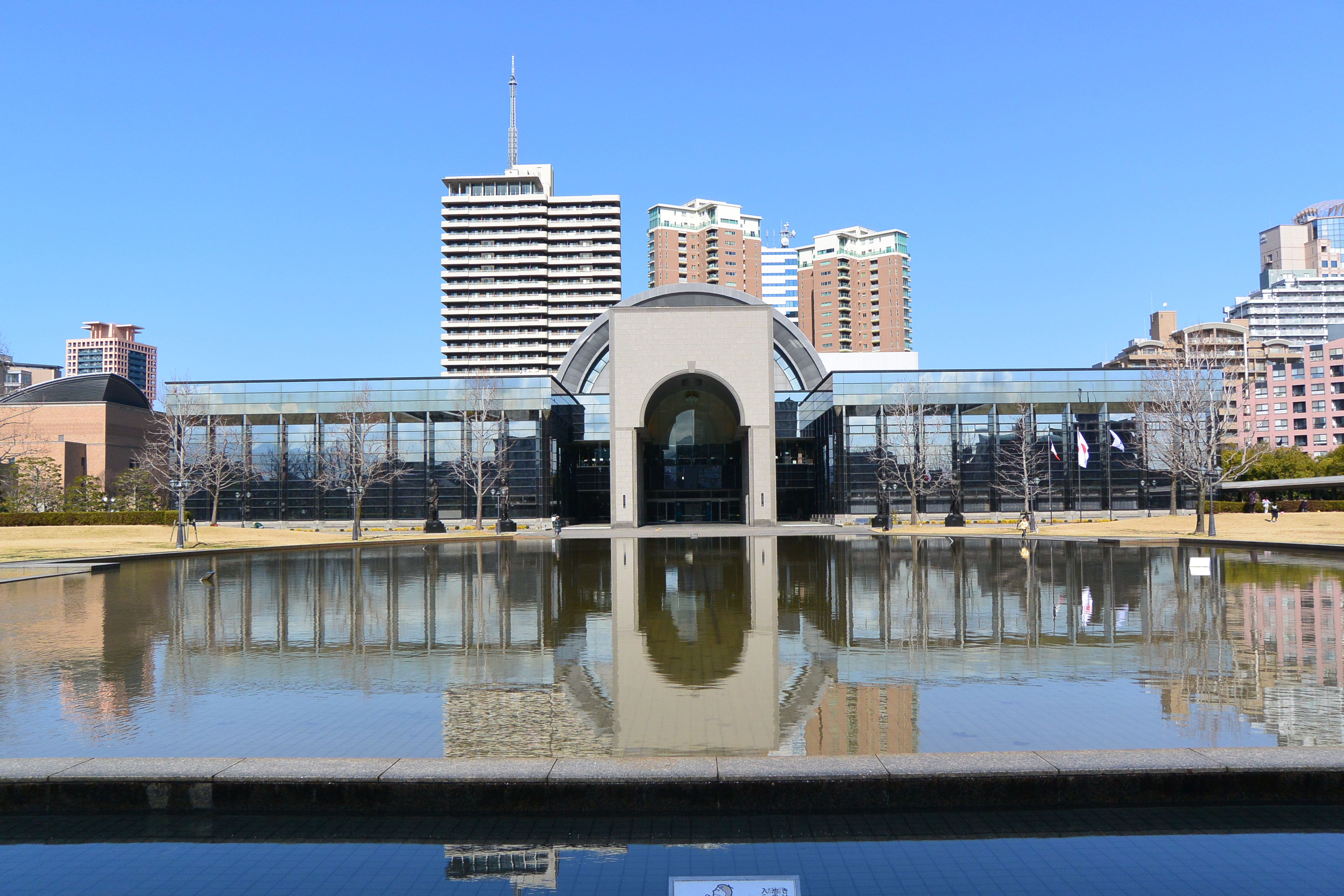
福岡市博物館

福岡市博物館（日语：ふくおかしはくぶつかん）是一座位於日本福岡縣福岡市早良區的市立博物館。舊有的福岡市立歷史資料館（現福岡市文學館）由於空間狹小而在亞洲太平洋博覽會之後關閉，並在經過改裝之後於1990年10月18日正式開館。
福岡市博物館位於海濱百道開發區的中央，西側是福岡市綜合圖書館，北側是福岡塔，隔河對岸是福岡巨蛋。著名的漢倭奴國王印（金印）就在此展示。館內主要收藏展示在福岡發現的考古文物，並且也收藏眾多來自市民捐贈的物品。

## 外部連結
- 福岡市博物館 （页面存档备份，存于） （日語）（英文）（简体中文）（繁體中文）
- 福岡市埋藏文化財中心 （页面存档备份，存于） （日語）